# Legatus
Legat (limba latină legatus, trimis) este titlul dat unei persoane care poate acoperi funcțiuni diverse, după caz, "însărcinat cu o misiune", "reprezentant", "trimis", "locotenent" etc. Legații poporului roman (legati populi Romani) sunt senatori trimiși ca ambasadori într-o țară străină. În provincii, pe de altă parte, un anumit număr de magistrați poartă acest titlu: de fapt, guvernatorul unei provincii, în timpul Republicii, este înconjurat de consilieri, aleși de Senat. Ei au titlul de legați și pot, de altfel, să-l înlocuiască pe guvernator în funcțiile lui; atunci sunt numiți legati pro praetore, adjuncti ai proconsulului (promagistrat, care posedă imperium consular), în provinciile senatoriale. În provinciile imperiale, consulare și pretoriene, guvernatorii au titlul de legati Augusti pro praetore viri consulare sau praetori, după caz. În sfârșit, legatus poate fi un grad militar. În timpul Republicii, acesta este atribuit unei persoane însărcinate cu o comandă specială (cavalerie, rezerve etc.). În epoca Imperiului, legati sunt comandanți de legiuni (legati Augusti legionis).